# 于福海
于福海（1929年—2021年5月5日），辽宁庄河人，中共党员，中国第一颗空爆原子弹投掷者与机组领航员。

## 生平
1929年，生于今辽宁省庄河市花院乡东里泡村。十五岁时，成为孤儿，后迫于生计，进入抚顺煤矿做工。东北解放后，被培养入团入党。1950年被保送至中国人民大学学习。1950年12月，参军，入伍到长春某航校，后以轰炸机领航员的身份参与抗美援朝。1953年与1956年的国庆阅兵，两次飞越天安门广场，接受检阅。1958年12月，其与其他11名飞行员被派往苏联学习新型轰炸机技术。
1965年5月14日9时59分10秒，在中国第一颗空爆原子弹实验中，他成功投掷原子弹，距离靶心仅40米。在此之后，中国成为继美国、苏联、英国、法国之后世界上第五个拥有核武器并能进行空投的国家。其个人获一等功臣、一级轰炸技术专家称号。此后在1962年到1985年间，13项重大试验他参加了9次，并且在退伍前，为中国培养了一大批领航员。1993年5月6日，退伍。
2021年5月5日，逝世于西安，享年92岁。

## 中国首次空爆原子弹试验机组成员
- 第一飞行员：李源一
- 第一领航员兼投弹手：于福海
- 第二飞行员：刘景新
- 第二领航员：张公祥
- 通信员：孙兴富
- 射击员：韩惠安
- 备选机组：徐兴宏、赵承业、张师的、高成发、肖富贵、张尚英